# Aeropuerto de Plovdiv
El Aeropuerto de Plovdiv (en búlgaroЛетище Пловдив, Letishte Plovdiv) (IATA: PDV, OACI: LBPD) es el aeropuerto de la segunda mayor ciudad de Bulgaria, Plovdiv y el cuarto aeropuerto más grande tras del Aeropuerto de Sofía, Aeropuerto de Burgas y Aeropuerto de Varna. Es también conocido como Aeropuerto de Plovdiv Krumovo, un pequeño pueblo a 12 km al sureste de la ciudad en la autovía Plovdiv-Asenovgrad.
Debido a su buena localización, cerca de las pistas de esquí búlgaras de Bansko y Pamporovo, el aeropuerto suele incrementar sus movimientos en invierno. La mayoría del tráfico es de tipo chárter de Reino Unido, Irlanda y Rusia. El aeropuerto desempeña un papel muy importante en caso de emergencias y es utilizado a veces, como alternativo al Aeropuerto de Sofía, que se encuentra a 150 km o 1.5 horas en coche.

## Planes para reconstrucción
Aunque el aeropuerto es gestionado por la compañía estatal Letishte Plovdiv EAD y la pista y plataforma son también propiedad del estado; la terminal es parcialmente privada. Lo que hace que la remodelación de la terminal muy difícil. A día de hoy, el 58.08% de las acciones de la terminal están en manos de Alfa Finance Holding (la antigua propietaria de estas acciones era la compañía suiza TADO) y el resto de las acciones son propiedad del estado con su empresa "Mezhdunarodno letishte Plovdiv" EAD. Los problemas para alcanzar un acuerdo con los propietarios privados de la terminal actual, son los que han propiciados la decisión por parte del estado, de construir una nueva terminal y ampliar la plataforma. El proceso de renovación comenzó a principios de 2009, la ampliación de plataforma para dotarla de cuatro puestos adicionales es efectuada por Glavbolgarstroy y la nueva terminal por empresas locales. Se prevé que la terminal esté lista para comienzos de la temporada turística de invierno de 2009. El coste estimado de la estructura es de veinte millones de euros.
De acuerdo con los gestores británicos de Airport Strategy&Marketing, que fueron contratados para investigar las posibilidades de aparición de nuevas rutas, existe un gran interés por parte de las compañías bajo coste como Ryanair y Wizz Air.

## Aerolíneas y destinos
Las siguientes aerolíneas operan vuelos regulares al Aeropuerto de Plovdiv:
| Aerolíneas           | Destinos                                                      |
| -------------------- | ------------------------------------------------------------- |
| BH Air               | Chárter estacional: Antalya                                   |
| European Air Charter | Chárter estacional: Antalya, Bodrum, Yerba, Enfidha, Hurghada |
| Jet2.com             | Chárter estacional: Belfast–Internacional                     |
| Ryanair              | Londres–Stansted Estacional: Mánchester                       |
| SunExpress           | Chárter estacional: Antalya, Esmirna                          |
| Wizz Air             | Londres–Luton                                                 |

### Aerolíneas Charter
- Air Malta (Luqa)
- BH Air (Belfast-Internacional, Brístol, Birmingham, Cardiff, Midlands Orientales, Edimburgo, Glasgow-Internacional, Londres-Gatwick, Mánchester, Newcastle upon Tyne)
- Bulgaria Air (Belfast)
- Bulgarian Air Charter (Copenhague)
- Flightline (Dublín)
- TUI Airways (Londres-Gatwick)

### Aerolíneas de carga
- Cargoair[12]

## Estadísticas
Ver fuente y consulta Wikidata.